# Jervis (Schiff)
HMS Jervis (F00) war der Flottillenführer der Zerstörer der J-Klasse der Royal Navy. Das bei Hawthorn, Leslie & Co. in Hebburn am Tyne gebaute Schiff wurde als erstes der neuen Zerstörerklasse 1937 begonnen. Es kam am 10. Mai 1939 nach Jackal und Jersey in den Dienst der Royal Navy, wo die J-Klasse die „7th Destroyer Flotilla“ bildete. Nur die Jaguar kam erst kurz nach dem Kriegsbeginn am 12. September 1939 zur Flotte.
Die Jervis galt als ein glückliches Schiff, da nur sie und die Javelin den Krieg überstanden, während die anderen sechs Schiffe der Klasse verloren gingen. Trotz intensiver Beteiligung am Krieg soll auf ihr kein einziger Besatzungsangehöriger durch Feindeinwirkung ums Leben gekommen sein. Mit dreizehn Battle Honours war der Zerstörer eines der meist ausgezeichneten Schiffe der Royal Navy im Zweiten Weltkrieg. Ausgezeichnet wurde sie für die Einsätze Mediterranean 1940–44, Libya 1940–42, Matapan 1941, Sfax 1941, Crete 1941, Malta Convoys 1941–42, Sirte 1942, Sicily 1943, Salerno 1943, Aegean 1943, Anzio 1944, Adriatic 1944 und Normandy 1944.

## Geschichte
HMS Jervis wurde als erstes Schiff der neuen Zerstörerklasse am 26. August 1937 bei Hawthorn, Leslie & Co. zusammen mit dem Schwesterschiff Kelly auf Kiel gelegt. Als erstes Schiff der Royal Navy mit dem Namen Jervis lief der Neubau mit der Baunummer 614 am 9. September 1938 in Hebburn vom Stapel. Namensgeber war Admiral Sir John Jervis, Earl St Vincent. Die Jervis wurde auf der Bauwerft als Flottillenführer der J-Klasse fertig gestellt. Wie bei den zuvor gebauten Zerstörern der Tribal-Klasse unterschieden sich die Flottillenführer auch bei den neuen Zerstörern nur in den Aufbauten und der Raumaufteilung von den normalen Zerstörern, aber nicht in der Bewaffnung.
Am 10. Mai 1939 wurde die Jervis als drittes Schiff der Klasse in den Dienst der Navy übernommen, in der die acht Einheiten der J-Klasse die 7. Zerstörerflottille bildeten, die der Home Fleet zugeteilt wurde. Bei Kriegsbeginn waren sieben Einheiten der Klasse im Dienst Royal Navy. Nur die Jaguar kam erst kurz nach Kriegsbeginn am 12. September 1939 zur Flotte.

### Einsätze
Bei Kriegsbeginn ging die Jervis mit ihrer Flottille auf ihre Kriegsstation nach Immingham zur Humber-Force, zu der noch die Kreuzer Southampton und Glasgow gehörten. Die Einheiten kamen bis zur norwegischen Küste zum Einsatz. Am 4. September versenkte sich der deutsche Frachter Johannes Molkenbuhr (Hugo-Stinnes-Linien, 5294 BRT) nahe Stadlandet selbst, bevor er von dem Prisenkommando der Jervis geentert werden konnte. Bis in das Frühjahr 1940 blieb der Zerstörer bei der Home Fleet im Einsatz, sicherte Vorstöße der schweren Einheiten, suchte nach U-Booten oder deutschen Handelsschiffen, die versuchten, die Heimat zu erreichen.
Am 19. März 1940 rammte die Jervis bei der Sicherung eines Geleitzuges einen schwedischen Dampfer und erlitt schwere Schäden am Bug. Die notwendige und umfangreiche Reparatur des Zerstörers erfolgte bei Swan Hunter in Wallsend. Erst Anfang Juni war die Jervis wieder einsatzbereit und stand bei den Einsätzen vor Norwegen und zur Evakuierung alliierter Truppen vom europäischen Festland nicht zur Verfügung. Während der Reparaturzeit der Jervis wurde auch die „7th Destroyer Flotilla“ aufgelöst. Die bei der Home Fleet verbleibenden Zerstörer der J- und K-Klasse wurde in der „5th Destroyer Flotilla“ zusammengefasst, während die ab Mitte Mai 1940 ins Mittelmeer verlegten Einheiten der beiden Klassen dort mit der 14th eine neue Flottille bildeten.

### Einsätze im Mittelmeer
Am 27. Juni 1940 verlegte der Zerstörer dann ins Mittelmeer, um die Führung der dort neugebildeten „14th Destroyer Flotilla“ bei der Mediterranean Fleet zu übernehmen. Als Passagier bis zu seinem neuen Dienstort war der neu ernannte Gouverneur von Gibraltar an Bord. Zur Flottille gehörten die schon im Mai ins Mittelmeer verlegten Janus, Juno, Nubian und Mohawk sowie die der „Red Sea Force“ zugeteilte „28th Destroyer Division“ mit Kandahar, Kimberley und Kingston (Khartoum war bereits am 23. verloren gegangen).
Mit Diamond und der australischen Vendetta begleitete der Zerstörer den ersten Konvoi von Malta nach Alexandria nach dem Kriegseintritt Italiens, mit dem Zivilbedienstete und Familienangehörige aus Malta evakuiert wurden.
In den folgenden Monaten sicherte Jervis Bewegungen der Mittelmeerflotte, Nachschubgeleite, alliierte Handelsschiffe oder beschädigte Schiffe. Sie suchte nach U-Booten der Achsenmächte und griff gelegentlich in die Landkämpfe in Nordafrika ein. Ende Oktober stieß die Jervis mit Juno und den Leichten Kreuzern Orion und Sydney durch die Ägäis bis vor die Dardanellen zur Bekämpfung von Konterbande transportierenden Schiffen vor.

#### 1941
Der erste größere Einsatz der Jervis im Jahr 1941 war die Beteiligung an der Operation Excess, mit der verschiedene britische Konvois von Gibraltar, Malta und Alexandria nach Malta, Griechenland und Ägypten gesichert wurden und an der fast alle britische Einheiten der Force H und der Mediterranean Fleet beteiligt waren. Jervis gehörte zur „Force A“ der Mittelmeerflotte, die mit dem Flugzeugträger Illustrious und den Schlachtschiffen Warspite und Valiant sowie den weiteren Zerstörern Nubian, Mohawk, Dainty, Gallant, Greyhound und Griffin alle Geleitzüge östlich der Straße von Sizilien sichern sollte. Südöstlich von Malta wurde der Verband am 9. Januar noch durch den Schweren Kreuzer York und die leichten Kreuzer Orion, Ajax sowie die australischen Perth und Sydney verstärkt. In der Abenddämmerung traf der Verband dann mit den aus Gibraltar kommenden Transportern zusammen, von denen einer für Malta und drei für Griechenland bestimmt waren. Die unmittelbare Konvoisicherung bestand aus dem Kreuzer Bonaventure und den Zerstörern Jaguar, Hero, Hasty und Hereward, die 400 Soldaten des Heeres und der Luftwaffe für Malta an Bord hatten. Dazu waren in der Straße von Sizilien noch die Kreuzer HMS Gloucester, Southampton und die Zerstörer Ilex und Janus der Mittelmeerflotte getreten, die zuvor 500 Soldaten des Heeres und der Luftwaffe aus der Ägäis nach Malta gebracht hatten. Der Konvoi war, noch im Schutz der Force H, am 9. erstmals von der italienischen Luftwaffe angegriffen worden.
Am frühen Morgen des 10. erfolgten ein italienischer U-Boot-Angriff und dann der Angriff zweier italienischer Torpedoboote nahe Pantelleria, von denen eines versenkt wurde.
Vom 20. bis 22. Januar verlegten die Zerstörer Jervis, Janus, Juno und Greyhound in Höchstfahrt von Alexandria über die Suda-Bucht nach Malta, um den schwerbeschädigten Flugzeugträger Illustrious von dort vom 23. bis 25. nach Alexandria zu begleiten, nachdem das Arsenal Malta die Schäden behelfsmäßig so weit behoben hatte, dass der Träger 24 kn laufen und wieder gesteuert werden konnte. 

Ende März 1941 lief die Mittelmeerflotte aus, um einen durch die britische Funkaufklärung erkannten Vorstoß der italienischen Flotte ins östliche Mittelmeer abzufangen, was am 28. März zur Seeschlacht bei Kap Matapan führte.
Die Jervis führte die 14. Flottille mit Janus, Mohawk und Nubian, die die Sicherung der schweren britischen Einheiten bildete und erst am Abend in das Gefecht eingriff. Mit vier weiteren Zerstörern sollten sie in der Nacht versuchen, die am Nachmittag von einem Torpedoflugzeug getroffene Vittorio Veneto zu finden und mit Torpedos zu versenken. Das italienische Schlachtschiff lief allerdings inzwischen erheblich schneller und auf einem veränderten Kurs nach Italien, so dass die Zerstörer sie verfehlten und wegen eines missverstandenen Befehls auch die Suche abbrachen. Die britischen Schlachtschiffe Barham, Valiant und Warspite hatten sich bis etwa 22:30 dem nach einem Lufttorpedotreffer liegengebliebenen Schweren Kreuzer Pola und dem zur Unterstützung heranlaufenden Verband mit den Schwesterschiffen Zara und Fiume sowie vier Zerstörern fast unbemerkt auf Kernschussweite genähert.
Die britischen Schlachtschiffe setzten die Schweren Kreuzer außer Gefecht, die völlig überrascht wurden und Fiume sank. Auch zwei der italienischen Zerstörer wurden versenkt, während zwei beschädigt entkamen. Die sich zurückziehenden britischen Zerstörer passierten in den frühen Morgenstunden die noch treibenden Wracks und Jervis versenkte Zara mit einem Torpedo. Wegen befürchteter Luftangriffe bei Tageslicht wurde auf das Einbringen der Pola verzichtet. Jervis enterte den Kreuzer, übernahm einige Maschinenwaffen und 257 Mann der noch an Bord verbliebenen Besatzungsmitglieder. Den Rest der an Bord verbliebenen übernahm die Nubian. Dann versenkten die beiden Zerstörer den Kreuzer mit Torpedos. Um weitere Schiffbrüchige zu retten, übermittelte der britische Befehlshaber offen die letzte Position der versenkten Kreuzer.
Schon in der Nacht zum 16. April 1941 führte die Jervis die anderen drei Zerstörer der Flottille von Malta gegen einen aus Neapel nach Tripolis laufenden Konvoi der Achsenmächte mit den deutschen Transportern Adana, Arta, Aegina und Iserlohn sowie dem italienischen Munitionstransporter Sabaudia.
Begleitet wurde der Konvoi von drei italienischen Zerstörern.
Der am Tag von britischen Maryland-Aufklärern entdeckte und begleitete Konvoi wurde in der Nacht von den überwiegend mit Radar ausgestatteten britischen Zerstörern nahe Kerkenah gestellt und unter Feuer genommen.
Drei der Transporter sanken, zwei wurden im flachen Wasser auf Grund gesetzt. Auch die Zerstörer Baleno und Lampo der Folgore-Klasse wurden versenkt, ohne sich wirkungsvoll verteidigen zu können. Lampo lief auf einer Sandbank auf Grund und konnte später geborgen werden. Nur der Luca Tarigo der Navigatori-Klasse gelang vor ihrem Untergang noch der Abschuss von Torpedos, von denen zwei die Mohawk trafen, die von den Briten aufgegeben werden musste.
Ein Einsatz in der Nacht zum 24. April von Jervis mit Janus, Juno und Jaguar war weniger erfolgreich. Die Zerstörer trafen südlich von Lampedusa auf das von Tripolis zurücklaufende bewaffnete Motorschiff Egeo (3311 BRT), das nach heftigem Gefecht durch Torpedos der Juno versenkt wurde. Sie fanden jedoch nicht das von der britischen Luftaufklärung entdeckte Nachschubgeleit für das deutsche Afrika-Korps von Neapel und Palermo nach Tripolis mit den deutschen Frachtern Arcturus, Castellon, Leverkusen und dem italienischen Transporter Giulia, das gesichert von den Zerstörern Folgore, Saetta, Strale und Turbine am 24. ohne Verluste Tripolis erreichte.
Als im Mai 1941 die Deutschen aus der Luft auf Kreta landeten (Unternehmen Merkur), gehörte die Jervis zu den Einheiten der Royal Navy, die eine Verstärkung der gelandeten Truppen verhindern sollten. Am 21. beschoss sie mit den Zerstörern Nizam und Ilex den Flugplatz Scarpanto auf der damals italienischen Insel Karpathos (italienisch: Scarpanto). Beim Rückmarsch wurden die Schiffe aus der Luft angegriffen. Es folgten weitere Einsätze um Kreta, die Jervis ohne ernsthafte Schäden überstand. Zuletzt half sie am 29. und 30. mit Booten bei den Evakuierungen aus Sfakia zu den größeren Einheiten unter dem Schutz der Flakkreuzer Coventry und Calcutta.
Im Juli 1941 bildete die Jervis mit dem Kreuzer Leander sowie die Zerstörern Decoy und Havock eine Kampfgruppe zur Unterstützung der britischen, Commonwealth- und frei-französischen Truppen, die das vichytreue Mandatsgebiet Syrien besetzten (Syrisch-Libanesischer Feldzug). Versuche, die vichy-französischen Zerstörer in ein Gefecht zu verwickeln, scheiterten.
Im zweiten Halbjahr erledigte die Jervis eine Vielzahl unterschiedlicher Aufgaben. Viele Einsätze zur Sicherung der Versorgung von Tobruk einschließlich von schnellen Truppentransporten zum Austausch der dort eingesetzten Einheiten. Dazu ähnliche, wenn auch weniger gefährliche Fahrten nach Zypern mit neun weiteren Zerstörern und dem Minenleger Abdiel zum Austausch der dort stationierten Truppen. Dazu kamen die Sicherung von Versorgungskonvois nach Malta und der Bewegungen und Einsätze der Mittelmeerflotte. So sicherte die Jervis mit sieben anderen Zerstörern den Schlachtschiffverband der Mittelmeerflotte bei einem Vorstoß zur Küste der Cyrenaika, der auf Druck Churchills zu Stande gekommen war. Am 25. November konnte U 331 nördlich Bardia die Sicherung des Verbandes durchbrechen und die Barham mit drei Treffern eines Viererfächers versenken. Die Zerstörer Jervis, Jackal, Hotspur und Nizam konnten 451 Mann retten; 862 Mann fanden den Tod. Die Jervis soll vor dem Angriff mit Asdic Fühlung an einem U-Boot gehabt haben, diesem aber nicht nachgegangen sein.

Bei einem Vorstoß Anfang Dezember gegen den deutsch-italienischen Nachschubverkehr der Jervis mit Jackal und Javelin ging ins Leere. Die Zerstörer beschossen Derna und wurden auf dem Rückmarsch italienischen Torpedobombern angegriffen, wobei Jackal durch einen Lufttorpedotreffer schwerbeschädigt wurde.
Letzter Einsatz des Jahres war die Sicherung des Transporters Breconshire nach Malta unter Konteradmiral Philip Vian auf Naiad mit den weiteren Kreuzern Euryalus und Carlisle und der von Jervis geführten 14th Destroyer Flotilla mit Kimberley, Kingston, Kipling, Nizam, Hasty, Havock und Decoy.
Der gleichzeitige Versuch der italienischen Flotte, vier Transporter nach Nordafrika zu geleiten, führte am 17. Dezember 1941 zum ersten Gefecht in der Syrte. Vian versuchte dem überlegenen italienischen Verband um das Schlachtschiff Littorio auszuweichen. Nach einem italienischen Luftangriff eröffneten die italienischen Schiffe auf großer Distanz am späten Nachmittag das Feuer, das die Briten, mangels geeigneter Waffen, nur bedingt erwidern konnten.
Havock und Decoy geleiteten den Transporter im Schutz der von dort gekommenen Einheiten nach Malta. Vian zog sich mit seinem Verband aus dem Feuer der Italiener zurück, die keine Treffer erzielt hatten. Nur Kipling und Nizam waren durch Splitter und Nahtreffer beschädigt. Wegen der Erfahrung von Matapan verfolgten die Italiener die Briten nicht, um ein Nachtgefecht zu vermeiden.
Als die Briten wieder in Alexandria waren, gelangt es italienischen Torpedoreitern in den Hafen von Alexandria einzudringen. Bei dem Angriff der Kampfschwimmer wurden die Schlachtschiffe Queen Elizabeth und Valiant schwer beschädigt und waren erst Mitte 1943 wieder einsatzbereit. Durch Sprengladungen unter dem norwegischen Tanker Sagona wurde die längsseits liegende Jervis beschädigt und fiel fast zwei Monate aus. Glücklicherweise explodierte der Tanker nicht, sondern verlor nur einen großen Teil seines Achterschiffs.

#### 1942
Im Februar 1942 wurde die Jervis wieder einsatzbereit und übernahm die gleichen Aufgaben wie im Vorjahr.
Nach einem erfolglosen Versuch, einen Versorgungskonvoi nach Malta zu führen, versorgte Jervis Tobruk am 25. Februar zusammen mit der griechischen Vasilissa Olga und am 2. März mit der Zulu und war am 11. an der Rettung der Überlebenden der torpedierten Naiad beteiligt.
Noch im März 1942 kam es beim zweiten Einsatz des Schiffes zur Sicherung eines Malta-Konvois zu einem Gefecht mit italienischen Überwassereinheiten. Im erneuten Seegefecht von Syrte standen sich fünf Leichte Kreuzer und elf Zerstörer, die den ausweichenden britischen Konvoi sichern sollten, angreifenden Italienern mit einem Schlachtschiff, zwei schweren Kreuzern und einem leichten sowie zehn Zerstörern gegenüber. Jervis führte die vorderste Division mit Kingston, Kelvin und Kipling zu einem Torpedoangriff gegen den überlegenen Feindverband, bei dem die Kingston schwer getroffen wurde und zeitweilig liegenblieb.
Auch Lively, Legion und Lance wurden getroffen. Aus einer Entfernung von 5000 Metern schossen die britischen Zerstörer ihre Torpedos ab und zwangen die Italiener zu entsprechenden Ausweichmanövern. Wegen eines Unfalls an Bord der Littorio ging dort das Bordflugzeug in Flammen auf, was bei den Briten den Eindruck hinterließ, sie hätten das Schlachtschiff getroffen. Wegen der beginnenden Dunkelheit und des schlechten Wetters brachen die Italiener das Gefecht ab, da sie über kein Radar verfügten. Weitere Schäden nach Luftangriffen in Malta verhinderten eine Reparatur der Kingston und Legion.
Am 10. Mai 1942 suchte Jervis mit Jackal, Kipling und Lively nach einem Versorgungsgeleitzug der Achsenmächte nach Bengasi ohne hinreichende Luftsicherung durch die Royal Air Force. Am 11. Mai 1942 wurde die Zerstörergruppe etwa 90 Seemeilen nordwestlich von Marsa Matruh von deutschen Ju-88-Bombern des Lehrgeschwaders 1 angegriffen. Die Lively, der einzige Zerstörer der Gruppe, der über eine zur Luftabwehr gut geeignete Hauptbewaffnung verfügte, wurde schwer getroffen und sank sofort. Bei den andauernden Angriffen erlitt auch die Jackal schwere Treffer, die an Bord Feuer auslösten. Trotzdem wurde sie von der Jervis in Schlepp genommen. Parallel dazu wurde auch die Kipling getroffen und sank. Als am 12. Mai das Feuer im Kesselraum der Jackal außer Kontrolle geriet, übernahm die Jervis deren Besatzung und versenkte sie mit einem Torpedo. Die Jervis erreichte mit 650 Überlebenden der drei verlorengegangenen Zerstörer Alexandria.
Anfang Juni war die Jervis an der Operationen Vigorous zur Versorgung Maltas beteiligt, die erhebliche Verluste forderte.
Danach sicherte der Zerstörer erste Evakuierung aus Alexandria wegen des bedrohlichen Vormarsches der Deutschen in Nordafrika. Mit anderen Einheiten der Flottille und den Kreuzern Dido und Euryalus beschoss die Jervis am 15. Juli Landziele bei Marsa Matruh und am 14. September mit Javelin, Pakenham, Paladin und dem Kreuzer Dido Landziele im Gebiet um Deba in Ägypten.
Von Anfang Oktober bis Anfang November 1942 führte die Besatzung weitgehend selbst eine überfällige Überholung ihres Schiffes in Alexandria durch. dazu gehörten auch eine Kesselreinigung und die Installation einer neuen Radaranlage. Darüber hinaus wurde die Besatzung in Entertrupps aufgeteilt, die die gewaltsame Besetzung der in Alexandria internierten, weiterhin Vichy-treuen französischen „Force X“
trainierten.

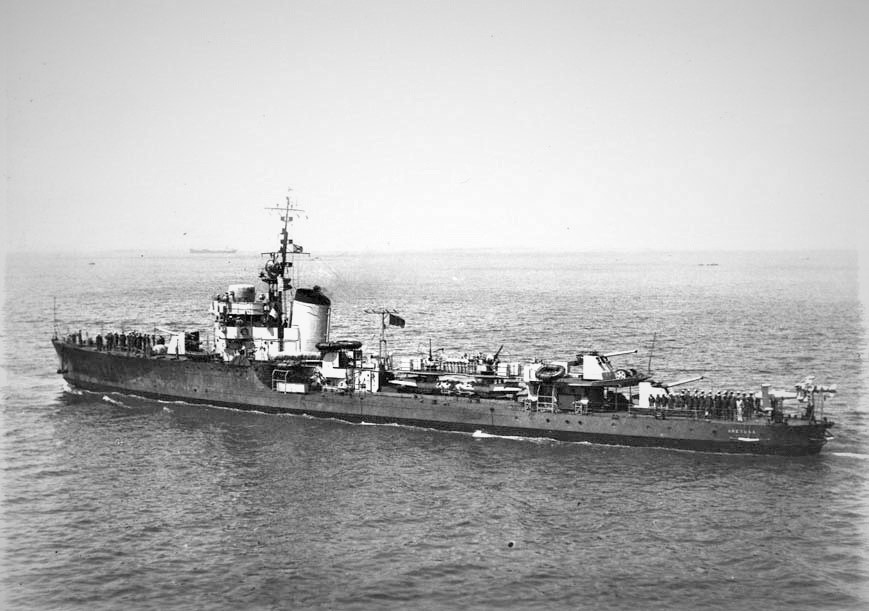
Aretusa, Schwesterboot der versenkten Lupo

Ab dem 27. November wurde die Jervis dann wieder bei der Force K in Malta eingesetzt.
Am 5. Dezember 1942 überraschten Jervis mit Javelin, Janus und Kelvin der Force K das italienische Torpedoboot Lupo bei der Bergung von Überlebenden des am 2. Dezember vor Kerkennah durch einen britischen Lufttorpedo-Angriff versenkten Frachters Veloce (5451 BRT) und versenkten das Torpedoboot nach kurzem Gefecht. Die anderen Einheiten des Konvois C aus Neapel erreichen Tripolis mit dem Schwesterschiff Aretusa der versenkten Lupo. Das Torpedoboot Ardente der Ciclone-Klasse übernahm die Überlebenden von Lupo and Veloce.

#### Weiter im Mittelmeer
In der Nacht zum 23. Januar 1943 gehörte die Jervis mit den Kreuzern Cleopatra und Euryalus sowie den Zerstörern Javelin, Nubian und Kelvin zu den Einheiten der Force K, die die Rückzugswege der deutsch-italienischen Panzerarmee bei Zuara beschossen.
Ab dem 7. Mai stellte die Force K aus Malta mit Jervis, Nubian, Paladin und Petard neben der Force Q aus Bône mit vier weiteren Zerstörern und zusätzlich mehr als acht Geleitzerstörern der Hunt-Klasse die Blockade gegen weitere Evakuierungs- oder Fluchtversuche während des Endkampfs der Panzerarmee um Tunis und Bizerta, die rund 700 Gefangene machen. Dazu beschossen die Zerstörer der Force K am 7. und 9. Mai Stellungen der eingeschlossenen deutsch-italienischen Truppen.
Bei einem Vorstoß der Jervis mit der griechischen Vasilissa Olga an die Küste bei Kap Spartivento entdeckten die beiden Zerstörer am 2. Juni in den frühen Morgenstunden die italienischen Frachter Vragnizza (ex-jug. Vranjic, 1513 BRT) und Postumia (ex-franz. Coëtlogon, 595 BRT) auf dem Weg von Tarent nach Messina. Obwohl sie sich unentdeckt auf kurze Distanz nähern konnten, beschädigten die Zerstörer nur die Frachtschiffe, die entkommen konnten. Denn das sie begleitende Torpedoboot Castore der Spica-Klasse verwickelte die Angreifer in ein 90-minütiges Gefecht. Trotz der Unterstützung durch eine Leuchtmittel werfende Maschine der RAF konnten die Zerstörer die Castore nicht früher versenken und brachen die Verfolgung wegen einsetzendem Tageslicht ab.
Am 8. Juni war die Jervis an der letzten schweren Beschießung von Pantelleria mit fünf Kreuzern und sieben weiteren Zerstörern beteiligt.
In der Nacht zum 11. Juni landete dann die 1. britische Division auf der Insel. Die Deckungsgruppe für diese Operation Corkscrew bildeten fünf Leichte Kreuzer und acht Zerstörer (darunter Jervis). Der italienische Kommandeur der Insel kapitulierte noch am 11. Juni. Am 12. kapitulierte auch die Insel Lampedusa, Linosa ergab sich am 13., Lampione am 14. Juni 1943.
Als am 20. Juni der britische König Georg VI. Malta an Bord des Kreuzers Aurora besuchte, sicherte Jervis mit Lookout, Nubian und Eskimo den Kreuzer.
Als am 10. Juli 1943 die alliierte Landung an der Süd- und Südostküste Siziliens (Operation Husky) erfolgte, befand sich die Jervis in der Reserve Deckungsgruppe für den Gesamtaufmarsch, die mit zwei Schlachtschiffen, zwei Kreuzern und sechs Zerstörern südlich von Sardinien kreuzte. Im August folgten für den Zerstörer Aufträge zur Landzielbekämpfung, so am 13. zusammen mit der Paladin und den Kreuzern Aurora und Penelope gegen Vibo Valentia / Kalabrien sowie am 17. gegen Scalea, wo Euryalus die Aurora ersetzte.
Im September erledigte der Zerstörer Geleitaufgaben zwischen Nordafrika und Sizilien und war an der Besetzung von Tarent (Operation Slapstick) beteiligt. Nach ersten Einsätzen in der Adria wurde die Jervis nach der italienischen Kapitulation im Oktober den Einheiten zugeteilt, die die alliierte Besetzung des italienischen Dodekanes unterstützen sollten.

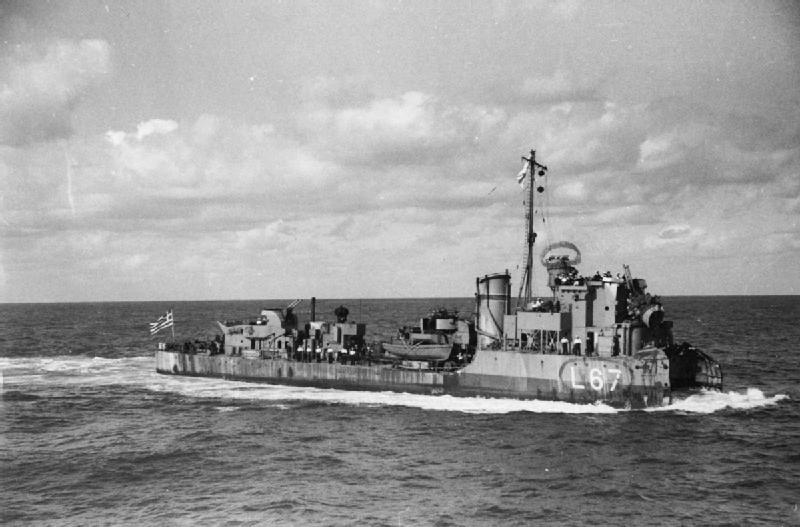
Die schwer beschädigte Adrias auf dem Marsch nach Alexandria

Am 11. November versenkten Jervis und Penn vor Kos den Dampfer Trapani (1855 BRT). Ende November ersetzte dann die Jervis die bisherige Armeebesatzung der kleinen Insel Kastelorizo unmittelbar vor der türkischen Küste südlich von Rhodos durch eine Kommandoeinheit. Von dort sicherte sie die Rückführung des schwerbeschädigten griechischen Geleitzerstörers Adrias über Zypern nach Alexandria.
Nach Geleitaufgaben im Mittelmeer und Artillerieeinsätzen an der italienischen Adriaküste wurde der Zerstörer Ende Januar 1944 den Unterstützungskräften der Operation Shingle zugewiesen. Bei einem Angriff der Luftwaffe auf die unterstützenden Schiffe vor Anzio-Nettuno am 23. Januar wurden durch Gleitbomben Hs 293 der Zerstörer Janus versenkt und die Jervis beschädigt. Auf der Janus explodierte ein Munitionsmagazin und sie sank mit 158 Mann. 94 Überlebende der Janus konnten von einem Schlepper und der Jervis gerettet werden, die durch ein fast identischen Treffer zwar einen Teil des Vorschiffs verlor, aber keine Toten zu beklagen hatte.

Jervis konnte mit eigener Kraft Neapel erreichen, wurde nach Bizerta überführt und lief nach einer Notreparatur im Februar in einem Geleitzug nach Gibraltar, wo die Reparatur des Schiffes einschließlich des Baus eines neuen Bugs erfolgte. Am 17. April verlegte das weitgehend reparierte Schiff dann zum Abschluss der notwendigen Arbeiten nach Plymouth, wo es nach einer sehr stürmischen Überführung am 24. eintraf.

### Wieder in den Heimatgewässern

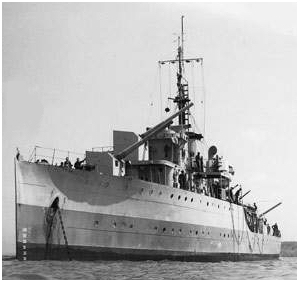
Das Kanonenboot Flores der niederländischen Marine

Das reparierte Schiff wurde nicht mehr als Flottillenführer eingesetzt. Nach Einfahren der neuen Besatzung bei der Home Fleet in Scapa Flow wurde Jervis für den Einsatz bei den Landungen in der Normandie ausgewählt und der Artillerieunterstützungsgruppe K für den Landungsabschnitt Gold Beach zugeteilt, wo sie zusammen mit den Kreuzern Orion, Ajax, Argonaut  und Emerald sowie dem niederländischen Kanonenboot Flores eingesetzt wurde. Am 18. Juni kollidierte der Zerstörer bei sehr schlechtem Wetter mit einem Transporter und beschädigte sich die Bugpartie und Teile der Aufbauten auf dem Vorschiff. Die notwendige Reparatur wurde zu einer Überholung des Schiffes genutzt. Am 12. August wurde Jervis mit dem Zerstörer Faulknor zur Sicherung des Schlachtschiffs Rodney eingesetzt, das die deutschen Küstenbatterien auf Alderney beschoss. Mit Cherbourg als Basis
überwachte der Zerstörer das Seegebiet zwischen Brest und den Kanalinseln zusammen mit Faulknor, Grenville und Saumarez, um mögliche Versorgungsversuche der Deutschen zu verhindern und entging am 17. knapp einem Treffer der Batterien auf Alderney. Im September 1944 wurde Jervis dann zu einer umfassende Modernisierung nach Belfast abgezogen.

### Letzte Einsätze

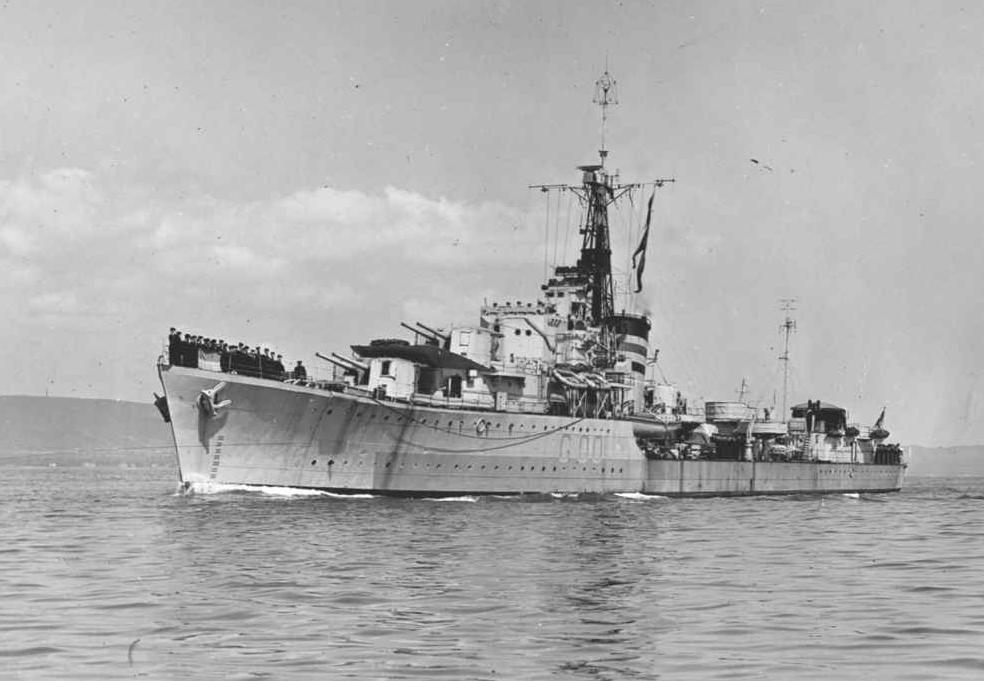
Jervis nach ihrer letzten Modernisierung

Am 8. September 1944 traf die Jervis zur Überholung und Modernisierung in Belfast ein. Sie wurde dazu außer Dienst gestellt. Der Zerstörer sollte nach der Überholung bei der British Pacific Fleet eingesetzt werden. Er erhielt einen Gittermast und einer Radaranlage des modernsten Standards. Im Mai 1945 erhielt er eine neue Besatzung und begann mit den ersten Tests. Am 3. Juni lief der Zerstörer zum Mittelmeer aus, um dort bei der „14th Destroyer Flotilla“ die Ausbildung der Besatzung fortzusetzen. Auf dem Marsch nach Gibraltar wurde auch kurz Lissabon angelaufen. Am 9. Juni erreichte die Jervis Malta und trat zur Flottille. Am 13. Juli verlegte das Schiff nach Haifa und erfüllte von dort verschiedene Aufgaben für die Mediterranean Fleet. Am 15. August 1945 wurde der geplante Einsatz im Fernen Osten endgültig abgesagt. Das Schiff verblieb auch nach dem Ende des Weltkriegs im Mittelmeer und neben Übungen mit der Flotte oder der Flottille und Besuchen von Häfen im östlichen Mittelmeer war die Überwachung der Küste Palästinas und die Verhinderung illegaler Einwanderung die Hauptaufgabe des Zerstörers.
Am 25. Mai 1946 begann in Haifa die Rückreise über Malta nach Großbritannien bis zum 30. Juni 1946. In Chatham wurde der Zerstörer außer Dienst gestellt und der Reserve zugewiesen. Der Zerstörer kam dann nach Gareloch, wo das aufgelegte Schiff Seekadetten als Trainingsschiff diente. Im Oktober 1947 kam das Schiff auf die Aussonderungsliste, wurde 1948 neben anderen im Loch Striven als Zielschiff genutzt und dann im Januar 1949 zum Abbruch verkauft, der dann ab September 1949 in Port Bannatyne bei Rothesay auf Isle of Bute erfolgte.

Der Erhalt eines so verdienten Schiffes wie der Jervis stand zu dieser Zeit wegen des Personalmangels und der Vielzahl der noch vorhandenen Schiffe nie zur Diskussion.